# Шериф Коневич
Шериф Коневич (на босненски: Šerif Konjević) е популярен изпълнител на босненска музика. Изнася концерти из цяла Европа, САЩ, Канада, Австралия.

## Биография
Шериф Коневич е роден на 26 април 1958 г. в Саница, община Ключ, СРБиХ, Югославия (днешната Босна и Херцеговина). Шериф Коневич живее и работи в Германия. Той е известен с гласовите си възможности и с широкия диапазон, с мелизмите (украшенията) в своите песни, които ги правят оригинални.

## Кариера и творчество
Кариерата на Шериф Коневич започва в средата на 70-те години. Дълги години на сцената, той създава големи хитове като „Zbog tebe sam vino pio“, „Suza po suza“, „Pitaju me, pitaju“, „Sreco“, „Vjencanica“, „Kasno ce biti kasnije“, „Gdje je sad“.

## Дискография
- 1981 – Vrati se pod stari krov
- 1982 – Bela venčanica
- 1983 – Kunem se u brata svoga
- 1984 – Naći ću je po mirisu kose
- 1985 – Hej kafano ostavljam te
- 1985 – Potraži me
- 1986 – Bez tebe ja zivjet neću
- 1987 – Lani je bio mraz
- 1988 – Zbog tebe sam vino pio
- 1989 – No8
- 1989 – Nikad u proljeće
- 1991 – Neko čudno vrijeme
- 1996 – Vjenčanica
- 1997 – Ti si tu iz navike
- 1999 – Znam da idem dalje
- 2001 – Da se opet rodim
- 2003 – Kasno će biti kasnije
- 2004 – Mogu dalje sam
- 2007 – Znakovi